# Tabula Rogeriana

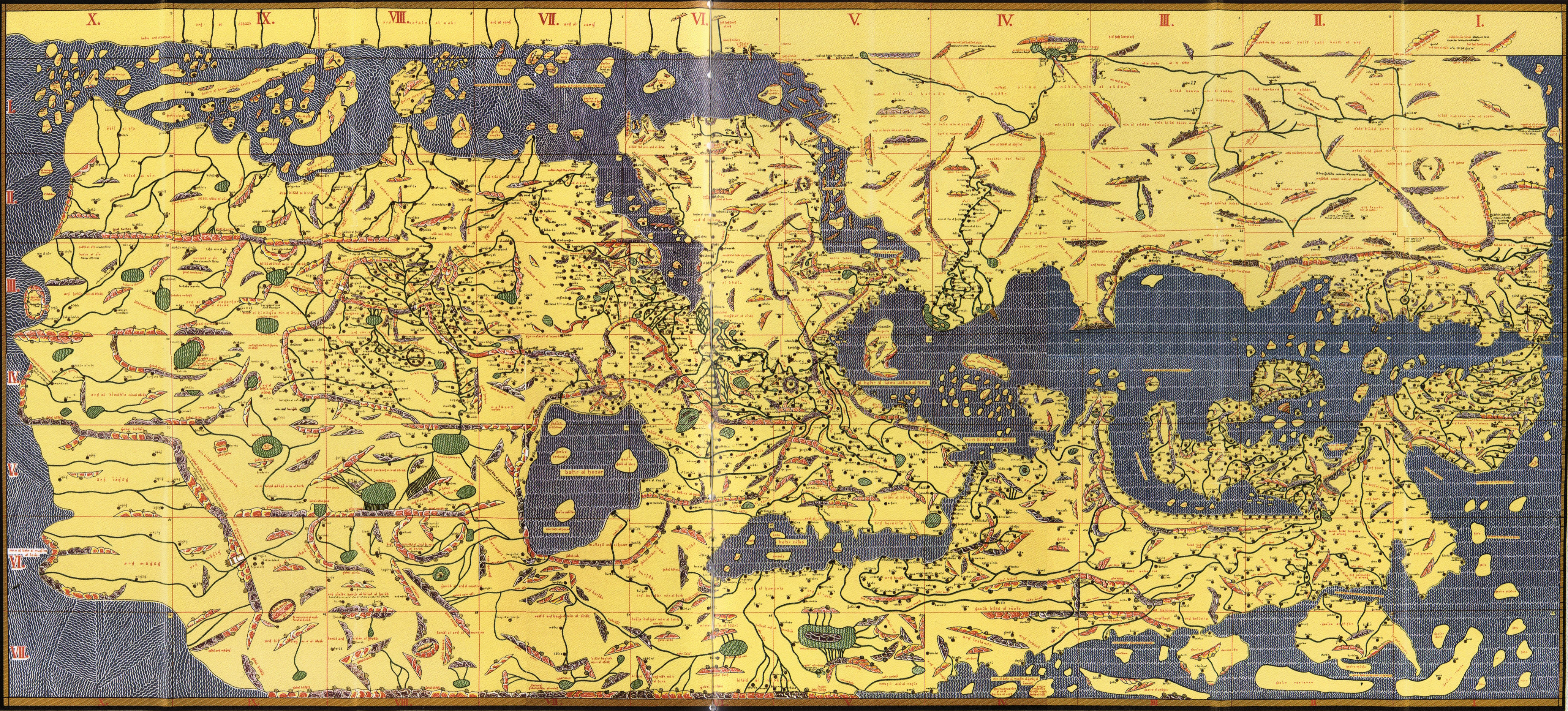
Reconstitution de la carte du géographe Muhammad al-Idrisi, intitulée Tabula Rogeriana, dessinée pour Roger II de Sicile en 1154. La carte est orientée vers le sud. Le texte en arabe a été retranscrit en alphabet latin par le cartographe allemand Konrad Miller. Reproduction basée sur une copie de la fin du Moyen Âge (1300 ou 1486).

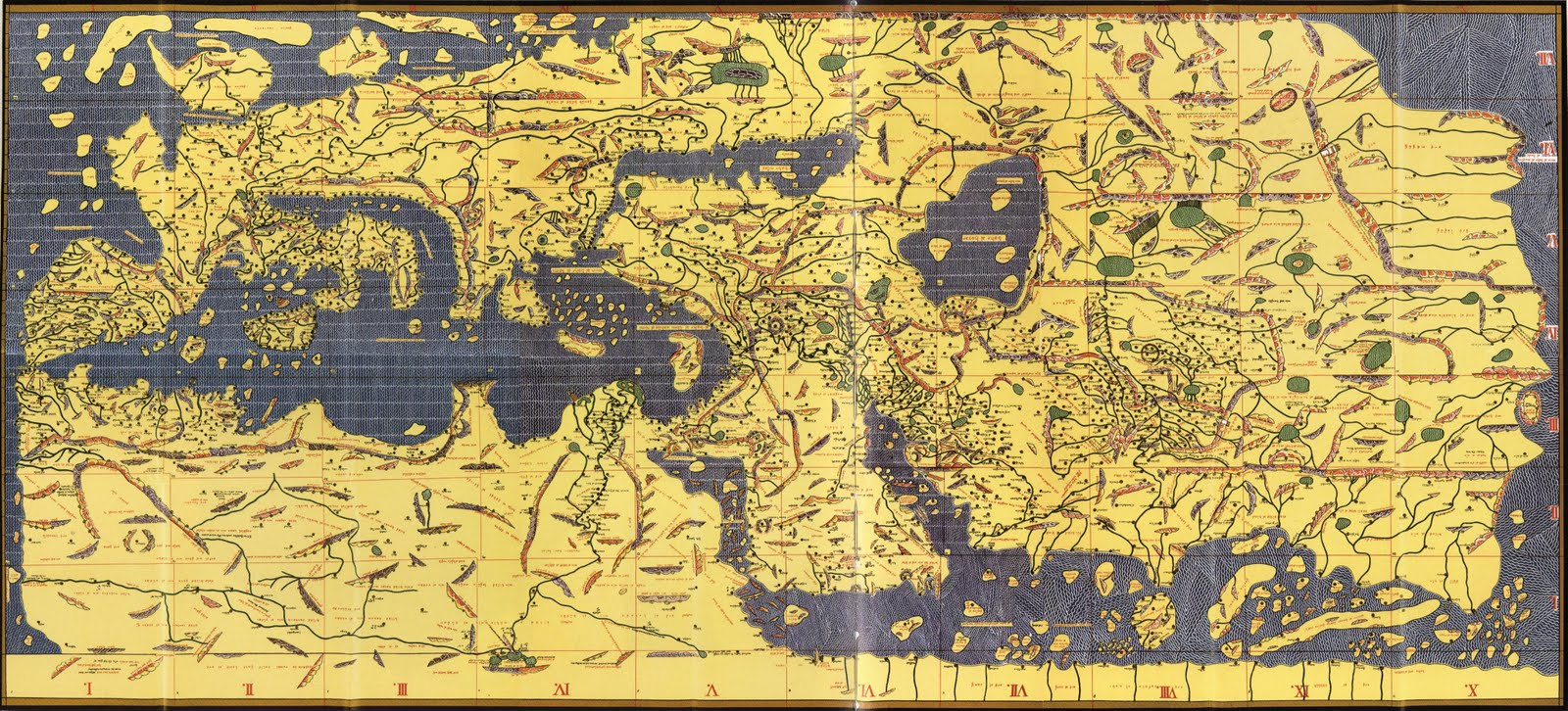
Carte septentrionée (orientée vers le nord), comme dans les standards cartographiques modernes.

Le Nuzhat al-mushtāq fi'khtirāq al-āfāq (arabe : نزهة المشتاق في اختراق الآفاق , lit. « le livre des voyages agréables dans des pays lointains »), le plus souvent connu sous le nom Tabula Rogeriana (lit. « Le Livre de Roger » en français), est une description du monde et une carte du monde créées par le géographe arabo-andalou Muhammad al-Idrisi, en 1154. 
Al-Idrisi a travaillé sur les commentaires et les illustrations de la carte pendant quinze ans à la cour du roi normand Roger II de Sicile, qui a commandé l'ouvrage autour de 1138,. Elle est restée la carte du monde la plus précise pendant les trois siècles qui ont suivi,.

## Description
Le livre, écrit en arabe, est divisé en sept zones climatiques (en accord avec le système établi par Ptolémée), dont chacune est sous-divisée en dix sections, et contient des cartes montrant le continent eurasien dans son ensemble, mais seulement la partie nord et la côte est du continent africain. La carte du monde est orientée au sud (avec le nord vers le bas). Le texte reprend les descriptions exhaustives des conditions physiques, culturelles, politiques et socio-économiques de chaque région et chacune des 70 sections a sa carte correspondante,.
Une copie numérisée est consultable sur Gallica.

### Exemple de la Bretagne

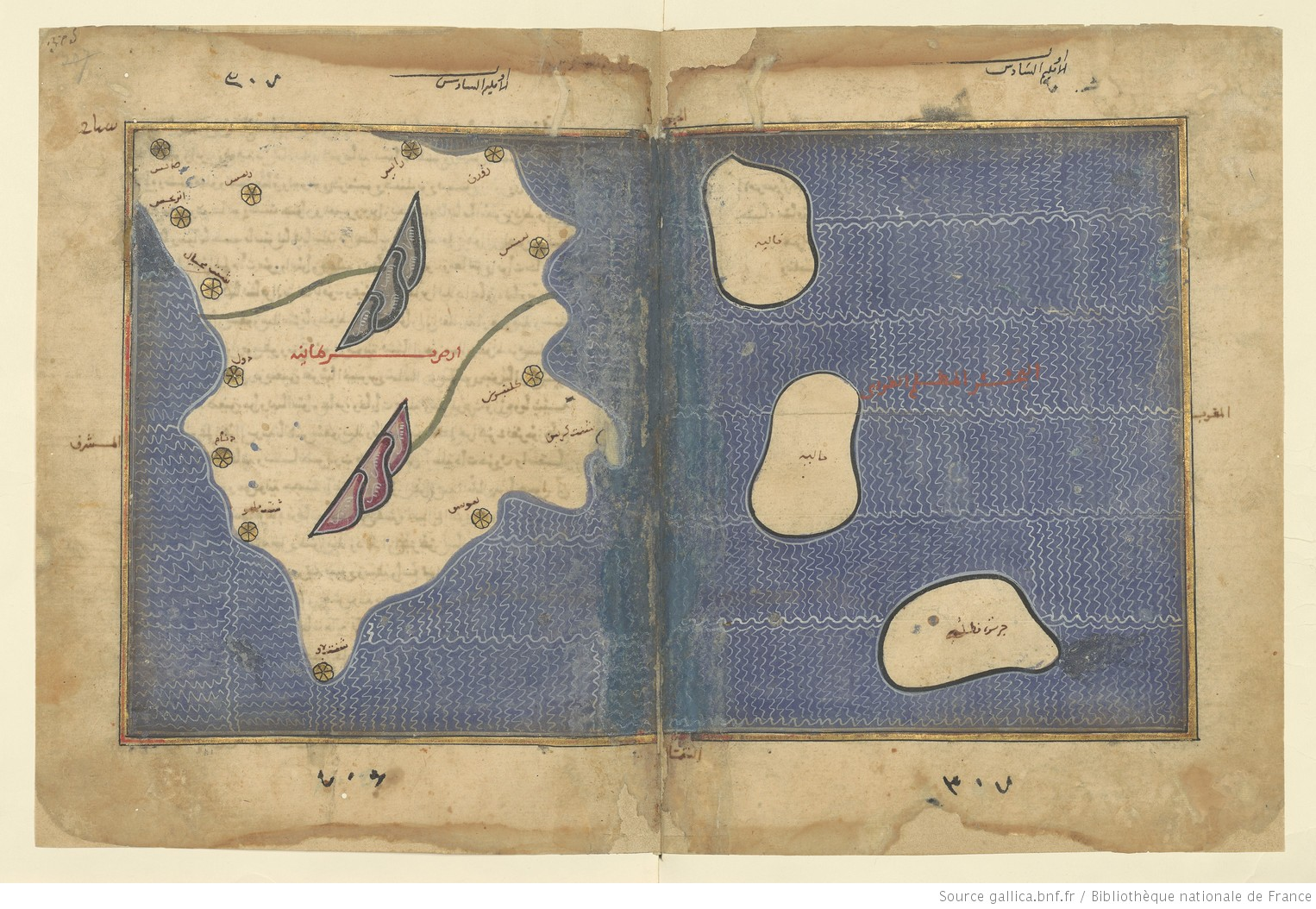
La carte de la Bretagne réalisée par Al-Idrissi, orientée vers le sud.

La carte de Bretagne produite par Al-Idrissi dans la Tabula Rogeriana mentionne treize villes, notamment Leones (qui serait, selon Bernard Tanguy, Douarnenez), ainsi que « San Matha »; Saint-Malo, Dinan, Dol, Vannes, ou encore Retz. « La péninsule armoricaine est exagérée mais apparaissent le Cotentin et la Normandie qui font face à l’Angleterre », sur la carte du monde générale. La carte générale est orientée vers le sud, mais la péninsule armoricaine est en réalité orientée vers l'est.

## Production

### Sources de la carte

Copie de 1929 par Konrad Miller, avec la transcription des noms en alphabet latin.

Pour produire l'œuvre, Al-Idrisi a interrogé individuellement et en groupes des voyageurs expérimentés sur leurs connaissances du monde et compilé « seulement la partie ... sur laquelle il y avait accord complet et semblait crédible, sauf ce qui était contradictoire ». Roger II avait sa carte gravée sur un disque d'argent pesant environ 300 livres, d'environ 3,5 par 1,5 mètres ; néanmoins, cette carte fut détruite en 1160. Ce travail a montré, selon les mots d'Al-Idrisi, « les sept régions climatiques, avec leurs pays respectifs et les districts, les côtes et les terres, les golfes et les mers, les cours d'eau et embouchures ».
« Al-Idrîsî tire surtout profit des voyageurs ou commerçants de passage à Palerme, des documents de la chancellerie de Roger II » : il interroge donc à la fois des contemporains tout en consultant des sources livresques, comme l'attestent des toponymes antiques. Par exemple, la description de la France est fournie par des informateurs normands, tandis que des informateurs hongrois renseignent sur la Pologne. Le roi Roger II aurait également envoyé des informateurs dans plusieurs pays d'Europe (Normandie, France, Allemagne, Provence…) pour recueillir des informations.

### Exactitude et postérité
Pour Jean-Charles Ducène, « à l’intérieur des terres, la toponymie et l’hydronymie [sont] d’une richesse inégalée », tandis que les côtes sont précisément décrites. D'autre part, Al Idrissi représente toutes les régions d'Europe sans distinction politique ou religieuse. « Cartographe sans successeur, l’œuvre réalisée par al-Idrîsî ne sera pas renouvelée » par la suite.

## Copies

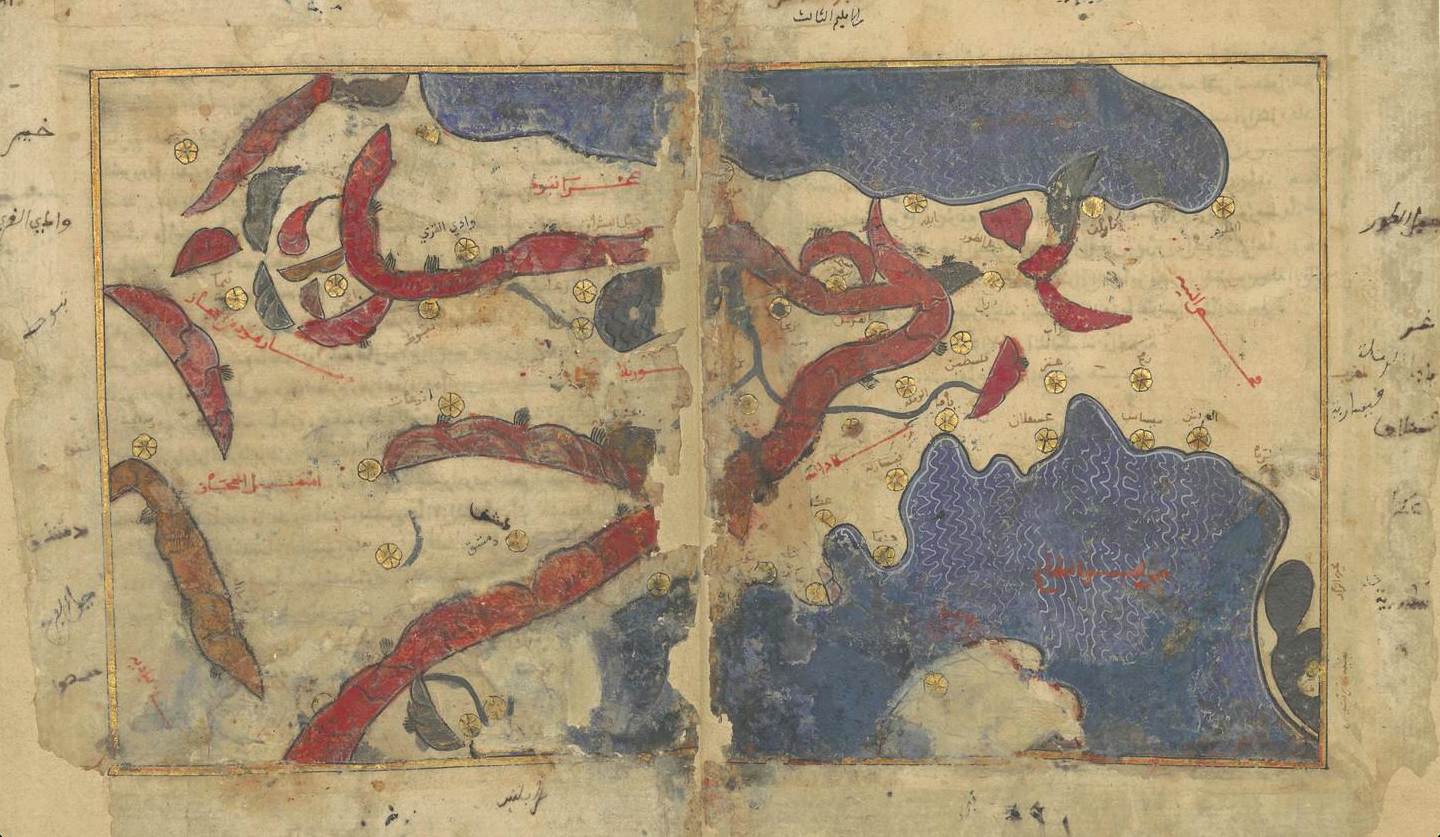
Carte de la Syrie, de la Palestine et du Sinai extraite d'une copie de la Tabula Rogeriana conservée à la BnF.

Dix copies manuscrites du "Livre de Roger" existent aujourd'hui, dont cinq ont le texte complet et dont huit ont les cartes. Deux copies sont dans la Bibliothèque nationale de France, dont la plus ancienne, date d'environ 1325 (MS Arabe 2221). Une autre copie, faite au Caire en 1553, est dans la Bodleian Library à Oxford (Mss. Pococke 375). Il a été acquis en 1692. Le manuscrit le plus complet, qui comprend la carte du monde et la totalité des soixante-dix cartes des sections, est conservé à Istanbul.

## Source
- (en) Cet article est partiellement ou en totalité issu de l’article de Wikipédia en anglais intitulé « Tabula Rogeriana » (voir la liste des auteurs).